# Honigcomplex
Het Honigcomplex is een bedrijfsverzamelgebouw in de voormalige Honigfabriek in Nijmegen. Het gebouw, dat onder meer een karakteristieke meelsilo omvat, huisvest 150 culturele en ambachtelijke bedrijfjes.

## Voorgeschiedenis
Opgravingen in 1992 hebben aangetoond dat op de plek van het Honigcomplex de Romeinse stad Ulpia Noviomagus heeft gelegen. Er lag een haven, tempels en een badhuis. Iets ten oosten van het gebied werd later fort Kraayenhoff gebouwd.
Vanwege een groeiende behoefte aan stijfsel in de Twentse textielindustrie en de geografisch goede ligging werd in 1910 aan de Waalbandijk de firma Stam & Co. opgericht. Op 28 april 1913 brandde deze fabriek uit, waarna eigenaar Nico Stam het complex aan concurrent De gebroeders K.C. en E. Honig uit Koog aan de Zaan verkocht. Deze lieten de stijfselfabriek onder de naam Stijfselfabriek Hollandia herbouwen.
Op 29 april 1916 werd een aangelegen stuk bouwterrein gekocht van de gemeente, waarna de gebroeders de fabriek gingen uitbreiden. Na de oorlog werd architect Oscar Leeuw gevraagd om de gebouwen van de nieuwe afdelingen van het bedrijf te ontwerpen. Leeuw zou tot zijn dood in 1944 bij de verbouwingen betrokken blijven.

## Gebouw
Oscar Leeuw kreeg de taak om tussen de vermicelliafdeling en vlasfabriek een bedrijfspand van vier verdiepingen te ontwerpen. Gebouwd met statige bakstenen gevels met pilasters conform de zogeheten kolossale orde die over de volle hoogte van het gebouw opgaan. Op deze fabriek kwam kort daarna nog een opbouw. Stilistisch combineerde Oscar Leeuw nieuwe historiserende vormen met jugendstil dan wel art deco waarbij veel aandacht voor expressionistische vormen in baksteen. Een goed voorbeeld hiervan is het door hem ontworpen bankgebouw van de Nijmeegsche Bankvereeniging Van Engelenburg & Schippers aan de Hertogstraat en het Concertgebouw de Vereeniging. Een aantal van de decoratieve baksteenelementen keren in soberder vorm terug in de fabrieksgebouwen van het Honigcomplex. Vooral de druipsteenmotieven op de bovenste verdieping en de frontonvormige attieken die het platte dak maskeerden vertoonden gelijkenis met het bankgebouw. Het gebouw werd tussen 1919 en 1926 gerealiseerd.
Naar ontwerp van Oscar Leeuw kwam een nieuwe loods in 1938 gereed. Tussen 1947 en 1951 vonden uitbreidingen plaats op het terrein en ging de fabriek NV Fabriek van Honig’s Artikelen heten. Voor de bouwactiviteiten werd architectenbureau van D. en B. Benning ingeschakeld. Zij hadden het bureau van Oscar Leeuw overgenomen en gingen later als Benning en Fokker door. In 1966 vond de meest markante uitbreiding plaats: de bouw van de silo voor bloem, met daarop het bedrijfslogo, die in 1969 gereed kwam. Tegen de zijmuur van dit gebouw hangt het metaalplastiek van gepatineerd geelkoper dat werd ontworpen door de Nijmeegse beeldhouwer Charles Hammes. Het dateert uit 1964 en was een geschenk van het personeel bij het gouden jubileum in 1965. In 1992 vond de laatste uitbreiding of vernieuwing van het fabriekscomplex plaats.

## Herbestemming
Na verplaatsing van de productie door de eigenaar Heinz in 2012, kwam het gebouw leeg te staan. Bij herontwikkelingsplannen voor het gebied stond sloop van de panden op de agenda. Door de kredietcrisis had de herontwikkeling echter grote vertraging opgelopen. Daarom kozen de gemeente en de projectontwikkelaar ervoor om het gebouw een tijdelijke andere bestemming te geven. Dit had als bijkomend voordeel dat creatieve activiteiten toekomstige bewoners zou kunnen interesseren zodat ze alvast kennis konden maken met hun toekomstige woonwijk. Er vestigden zich talloze ambachtelijke bedrijven en culturele werkplaatsen op het terrein. In 2022 werd een groot deel van de oude fabriek gesloopt. De oudste delen, waaronder de voormalige meelsilo, zullen behouden blijven. Naast culturele voorzieningen zullen er een hotel en horeca in worden ondergebracht.

## Afbeeldingen

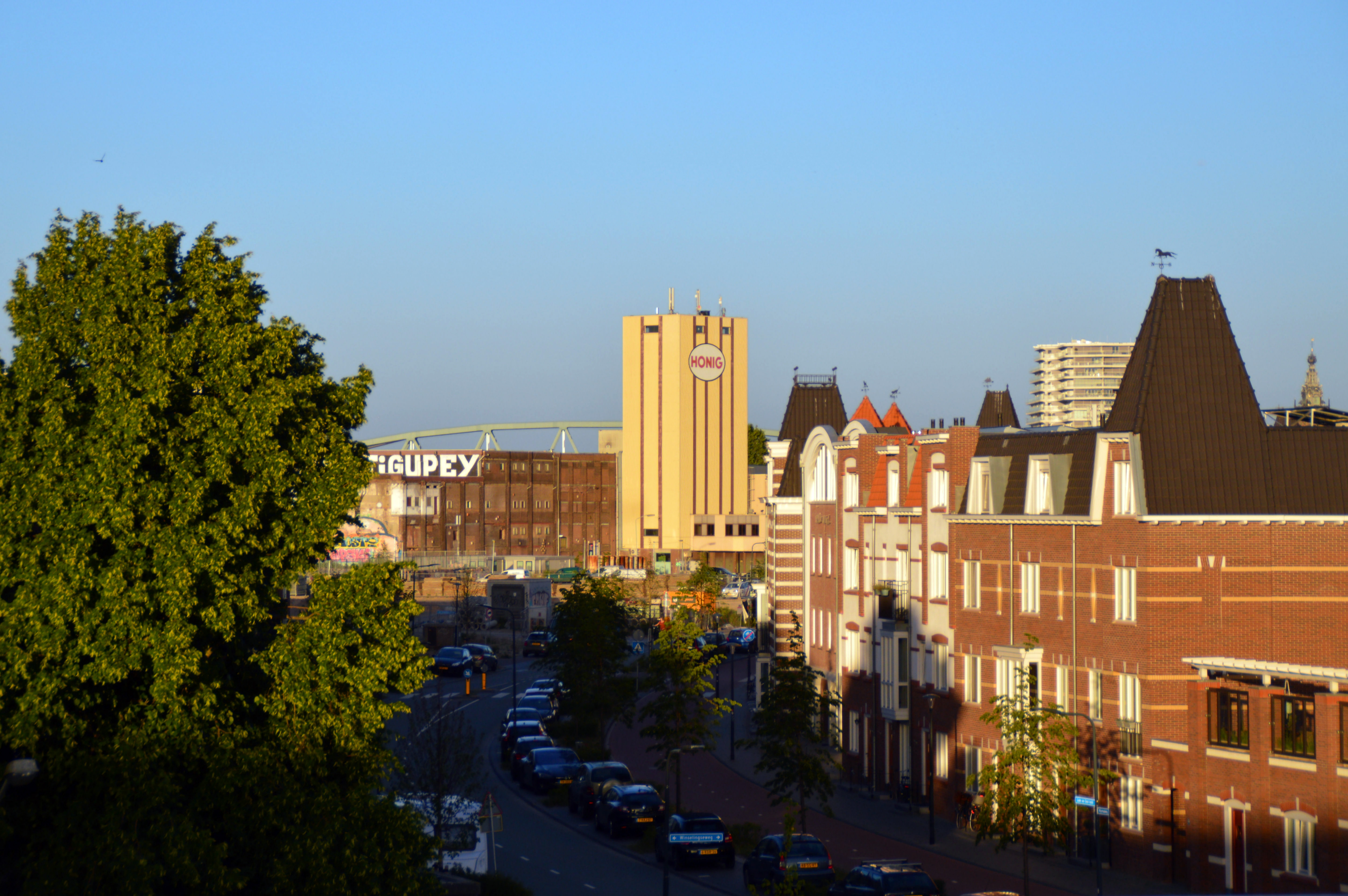
Het Honigcomplex gezien vanaf de brug De Oversteek
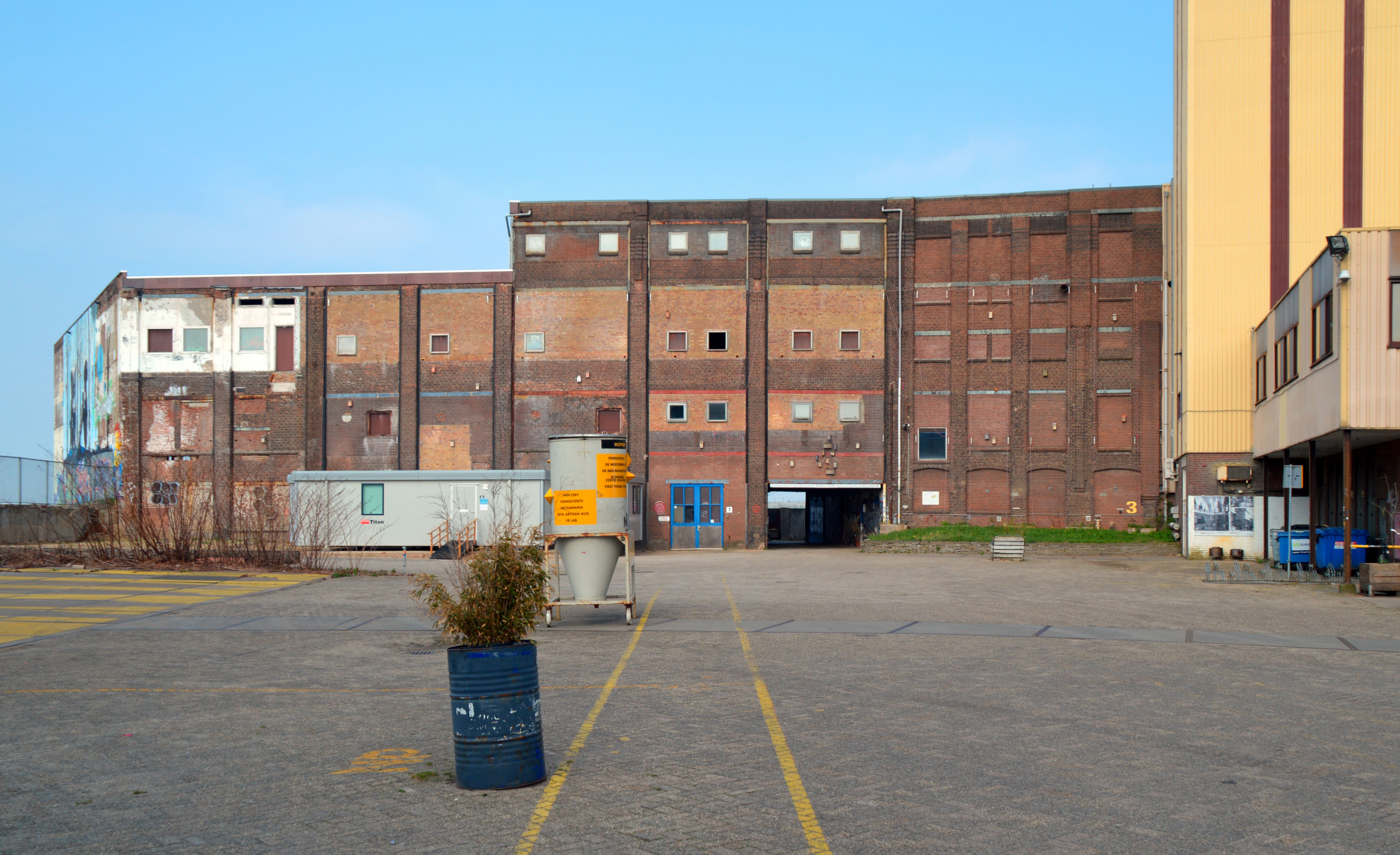
Het hoofdgebouw
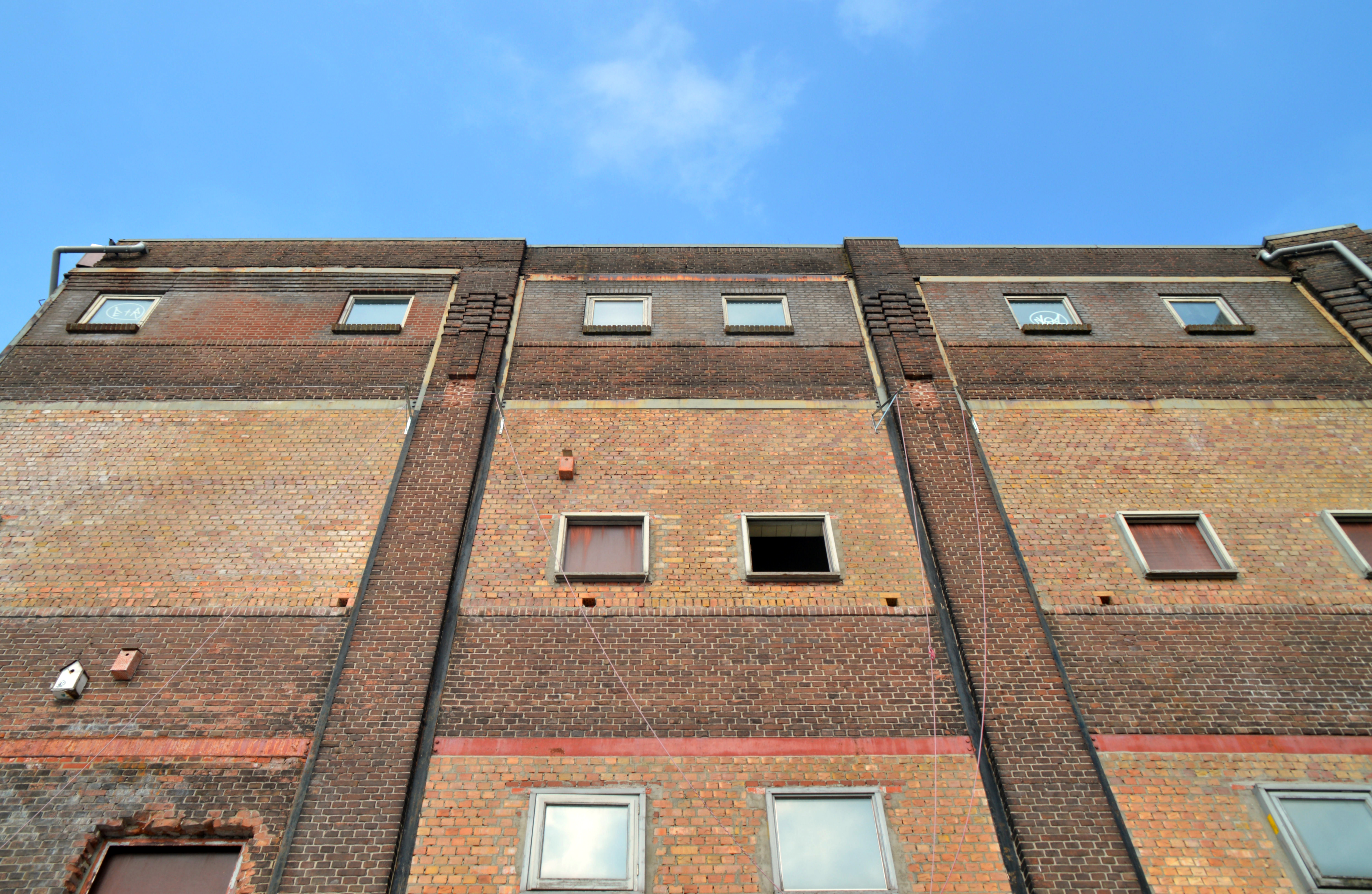
Voorgevel tarwestijfselgebouw met druipsteenmotieven op bovenste verdieping en frontonvormige attieken
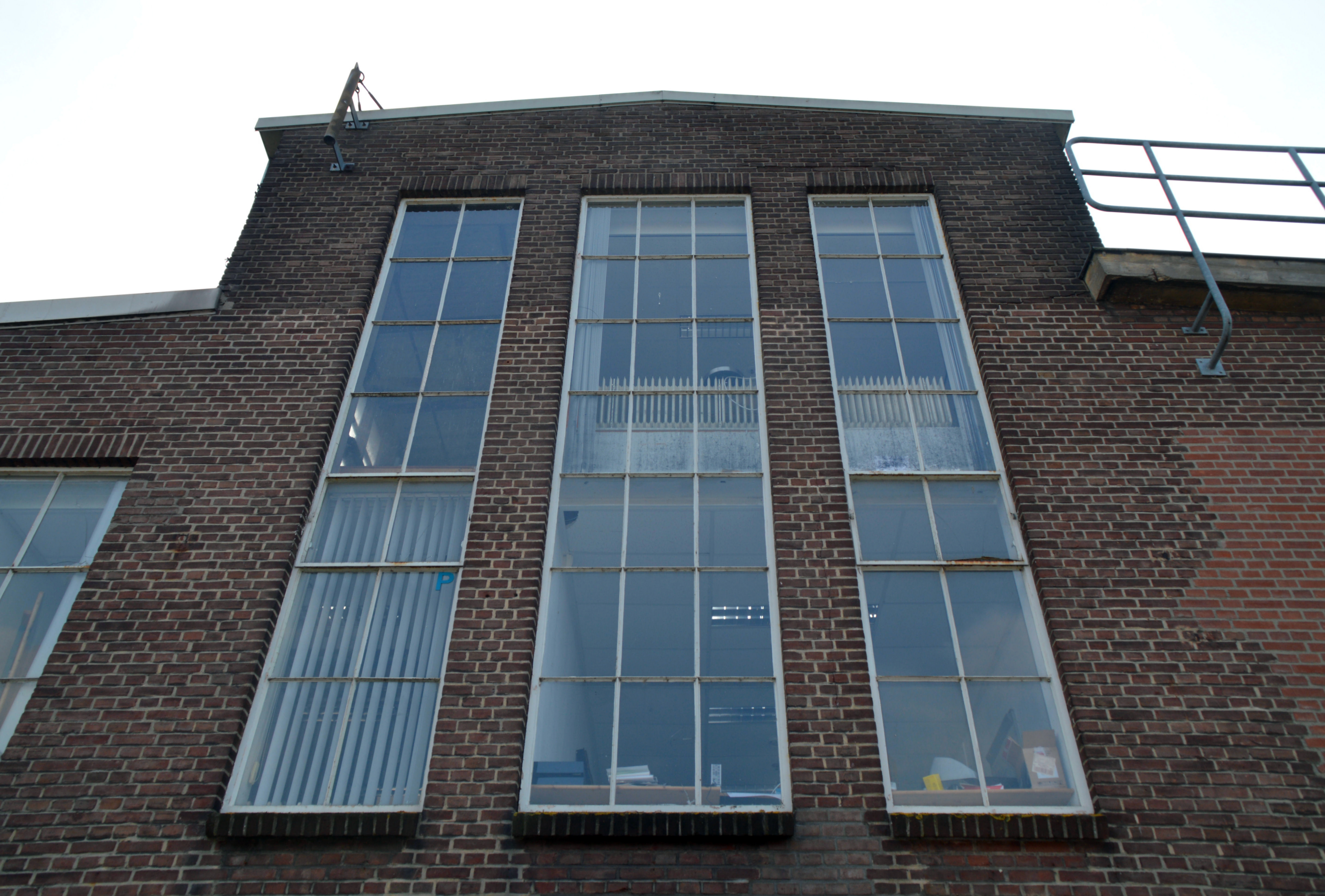
Kantoorgebouw
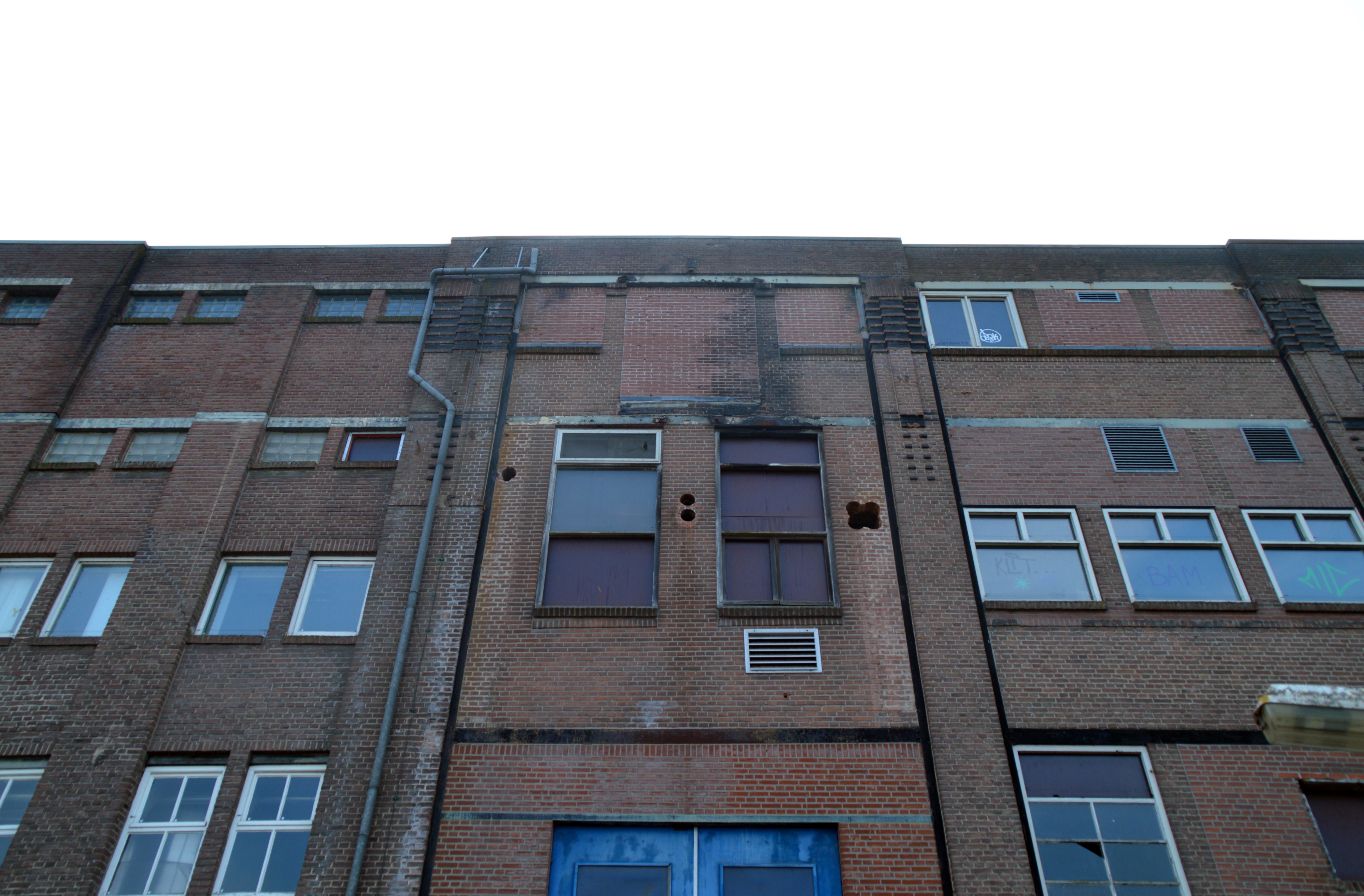
Waalkant tarwestijfselgebouw